# 新宮町コミュニティバス

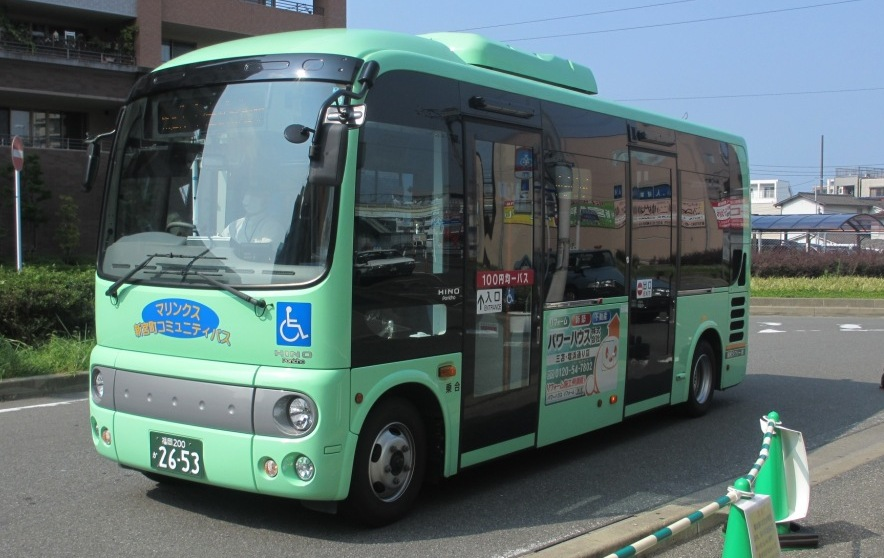
増備車両（ポンチョ）

新宮町コミュニティバス（しんぐうまちコミュニティバス）は、福岡県糟屋郡新宮町が運行するコミュニティバスである。
「マリンクス」(MALINKS)の愛称が付けられている。

## 概要
2003年4月1日運行開始。それまでは西日本鉄道（西鉄バス）が新宮町役場近くの福岡養護学校（現・福岡特別支援学校）と町の東端部の佐屋地区を結ぶ路線を運行していたが、その路線の廃止が決定したため代替交通としてコミュニティバスが運行されることとなった。
運行開始時は株式会社ウキコが運行業務を行っていたが、2011年4月1日より新宮町内唯一のタクシー会社である協和タクシー（現・新宮タクシー）に移管された。新宮町的野620-1にマリンクス事業部を置く。車両は新宮町の所有である。

## 運賃
1乗車100円（大人1人につき未就学児2人まで無料）。運賃前払い、前乗り・中降り方式。11枚つづりで1,000円の回数券がある。
PayPayでの運賃支払いが可能。

## 路線

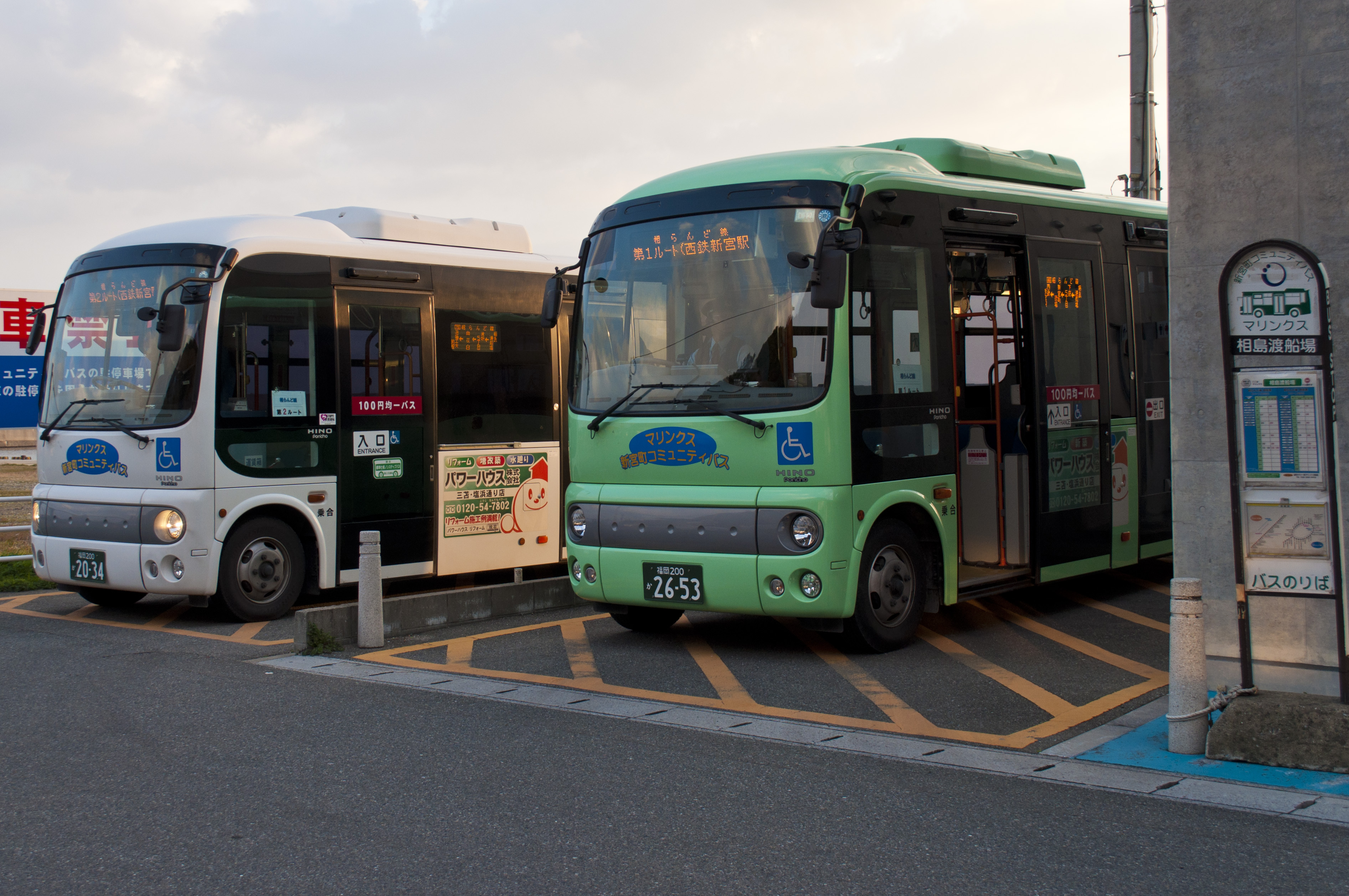
相島渡船場に停車する車両

町域を東西に横断する山らいず線（さんらいずせん）と、町域中央部を南北に貫く国道3号の西側を循環する相らんど線（あいらんどせん）がある。
福工大前駅は福岡市域にあるため、当コミュニティバスは福岡市内にも入るが、福岡市内にある停留所はJR福工大前駅バス停のみである。また西鉄貝塚線の西鉄新宮駅や、新宮町と福岡市を結ぶ西鉄バス各路線にも接続している。
両系統とも概ね1-2時間に1本が運行されている。

### 山らいず線
西鉄が養護学校～佐屋間に運行していた路線の代替として新設された路線である。
新宮町役場～JR福工大前駅間は国道495号を通り、JR福工大前駅～的野間は東西方向に運行する。町域東端部の的野から九州自動車道に並行する形で県道35号線を通り、町域南東部の佐屋に至る。
終点の佐屋バス停から九州自動車道立花山バスストップまで約300mの距離である。
西鉄新宮駅 - 杜の宮 - 【新宮町役場 → 新宮町役場入口】 - 特別支援学校前 - 下府 - 人丸 - 【向夜臼 → JR福工大前駅】 - レインボーモータースクール前 - 八重洲団地口 - 高松神社前 - 三代西 - 三代 - 千田 - 原上公園前 - 原上 - 立花小学校前 - 立花口 - 花立花 - 谷口 - 的野 - 的野公民館前 - 寺浦新宮霊園入口 - 寺浦 - 佐屋
【 】内は運行方向にかかわらず同一順序で停車
行先番号
3：佐屋発西鉄新宮駅行き
4：西鉄新宮駅発佐屋行き

### 相らんど線
国道3号の西側を循環する路線。沿線は町の中心部であり住宅や各種公共施設が密集している。西鉄新宮駅を経由するほか、一部の便は町域北西端にある相島渡船場に立ち寄り、新宮～相島間の町営渡船と接続している。町営渡船は4月～9月と10月～3月ではダイヤが異なるため、相島渡船場を経由する便もそれに合わせて4月～9月と10月～3月では異なっている。両方向に運行される。また相島渡船場経由便は相島渡船場で10分前後停車する。
この路線は既存バス路線の代替ではない。
第1ルート（時計回り）
西鉄新宮駅 → 杜の宮 → 【新宮町役場 → 新宮町役場入口】 → 緑ヶ浜3丁目 → 特別支援学校前 → 福祉センター前 → 下深町 → JR新宮中央駅 → 新宮北小学校前 → 上府北2丁目 → 太郎丸 → 太郎丸生活館前 → 千年家 → 新宮偕同園前 → 新宮東中学校前 → ふれあい交流館前 → そぴあしんぐう → シーオーレ新宮 → 亥ノ坂 → 夜臼 → 高松神社前 → 八重洲団地口 → レインボーモータースクール前 → 【向夜臼 → JR福工大前駅】 → 桜山手まつしま歯科医院前 → 湊坂2丁目 → 湊坂5丁目 → 湊 → 相島渡船場 → 湊橋 → 新宮 → 下府5丁目竹村医院前 → 下府4丁目 → 下府1丁目原外科医院前 → 特別支援学校前 → 【新宮町役場 → 新宮町役場入口】 → 杜の宮 → 西鉄新宮駅
第2ルート（逆回り）
第1ルートと逆順、ただし上記【 】内は第1ルートと同一順
行先番号
1：第1ルート、相島渡船場非経由
1-1：第1ルート、相島渡船場経由
2：第2ルート、相島渡船場経由
2-1：第2ルート、相島渡船場非経由

## 沿革
- 2003年4月1日 運行開始。
- 2010年3月27日 ダイヤ改正。

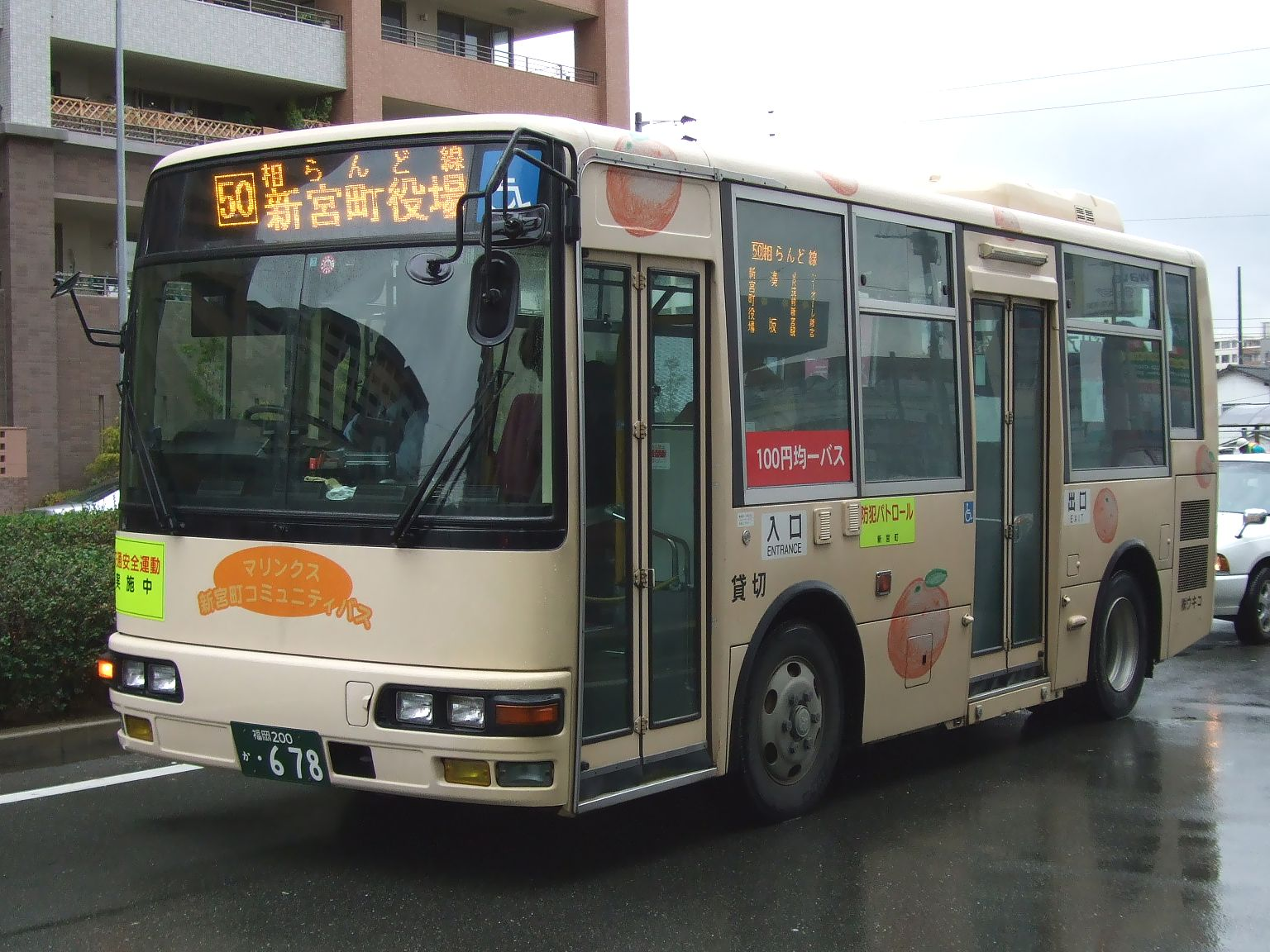
開業時に用意された車両（エアロミディ）

  - 相らんど線・山らいず線に杜の宮を、相らんど線に下府4丁目・下府1丁目・JR新宮中央駅・沖田・太郎丸・千年家・新宮偕同園の各停留所を新設
  - 相らんど線の新宮高校前を廃止
  - 「美咲1丁目」を「レインボーモータースクール前」へ改称
  - 相らんど線の逆周りの循環を開始
  - 始発を新宮町役場から西鉄新宮駅に変更
  - 向夜臼に山らいず線のバスが停車
  - 土曜日を平日ダイヤから休日ダイヤへ変更
- 2011年4月1日 運行事業者をウキコから協和タクシーに変更。
- 2013年5月25日 ダイヤ改正。
- 2016年4月1日 ダイヤ改正。減便。
- 2023年4月1日 運賃のPayPay払い対応開始。

## 車両

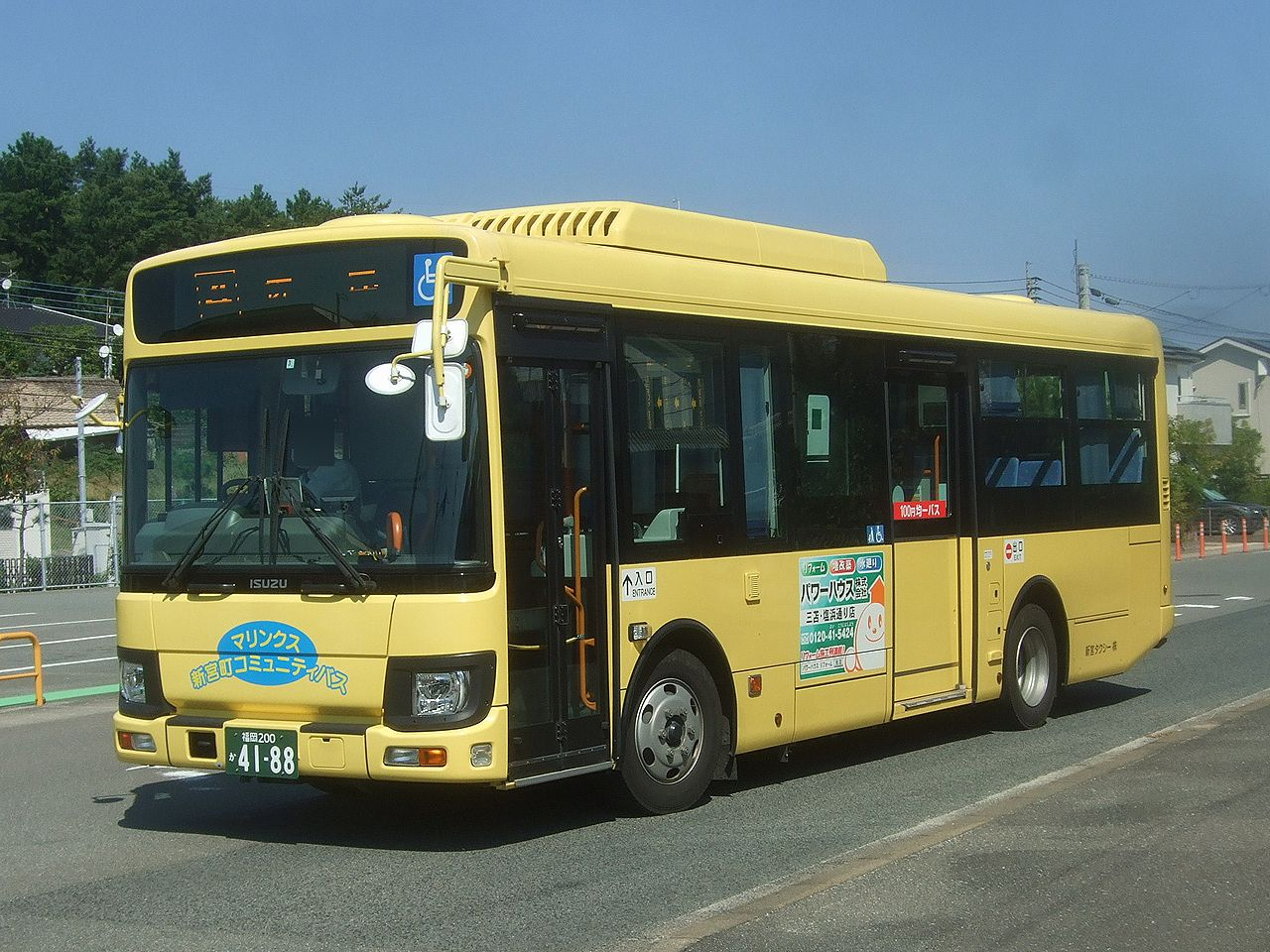
山らいず線専用の中型車

2010年のダイヤ改正により日野・ポンチョロング(BDG-HX6JLAE)を2台導入し、以後、ポンチョを順次増備して5台としている。色は1台ごとに異なり、白・青・ピンク・緑・オレンジの5種類。ほかに中型ノンステップバスの三菱ふそう・エアロミディMK9m車(PA-MK27FH)が山らいず線専用として在籍する。
運行開始時にはノンステップバスの三菱ふそう・エアロミディMJ7m車(KK-MJ27HF)が導入された。色は1台ごとに異なり、オレンジ色地にみかんのイラスト入り、スカイブルー地にイルカのイラスト入り、クリーム色地に太陽のイラスト入りであった。全車ポンチョに代替されている。